# Freebird Airlines
Freebird Airlines era una compagnia aerea turca con sede ad Istanbul. Operava voli charter in Europa per alimentare il flusso verso i villaggi turistici della Turchia. La base principale del vettore era l'Aeroporto di Istanbul-Atatürk, gli aeroporti di Antalya e Dalaman altre basi.

## Storia
La compagnia fu fondata nel giugno 2000 ed iniziò le operazioni il 5 aprile 2001, con voli tra Istanbul e Lione, utilizzando un MD83. La società era interamente controllata da Gözen Air Services. Nel novembre 2003 il vettore ha ricevette il primo Airbus A320, e, dal 2005, la flotta fu composta unicamente da aerei Airbus A320.
Il 20 febbraio 2019 iniziava le operazioni Freebird Airlines Europe, una controllata basata a Malta, che riceveva immantinente tre Airbus A320-200 dalla compagnia madre. È a questa filiale che dal gennaio 2022 è stata demandata tutta l'attività operativa mentre la madre-sorella turca andava in quiescenza.

## Flotta

### Flotta attuale

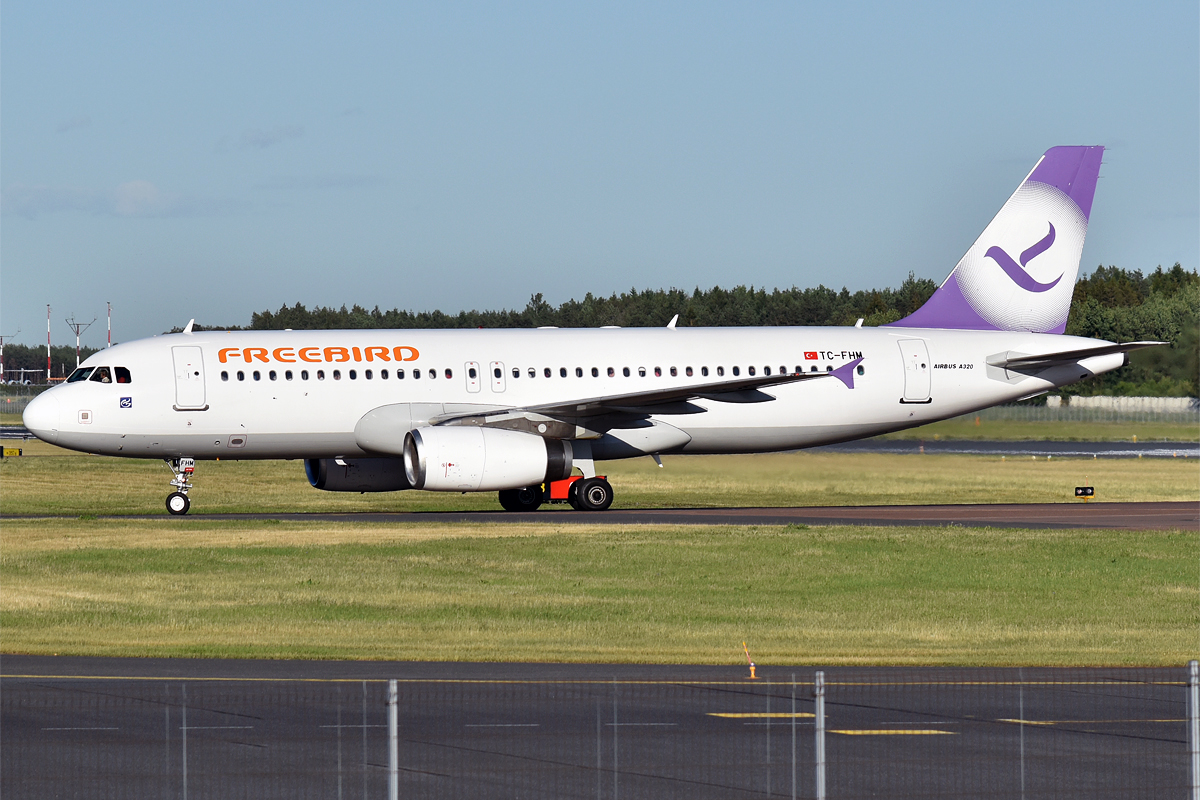
Un Airbus A320-200.

A settembre 2024, la flotta di Freebird Airlines è composta dai seguenti aerei (esclusivamente la proprietà e non l'operatività):

### Flotta storica

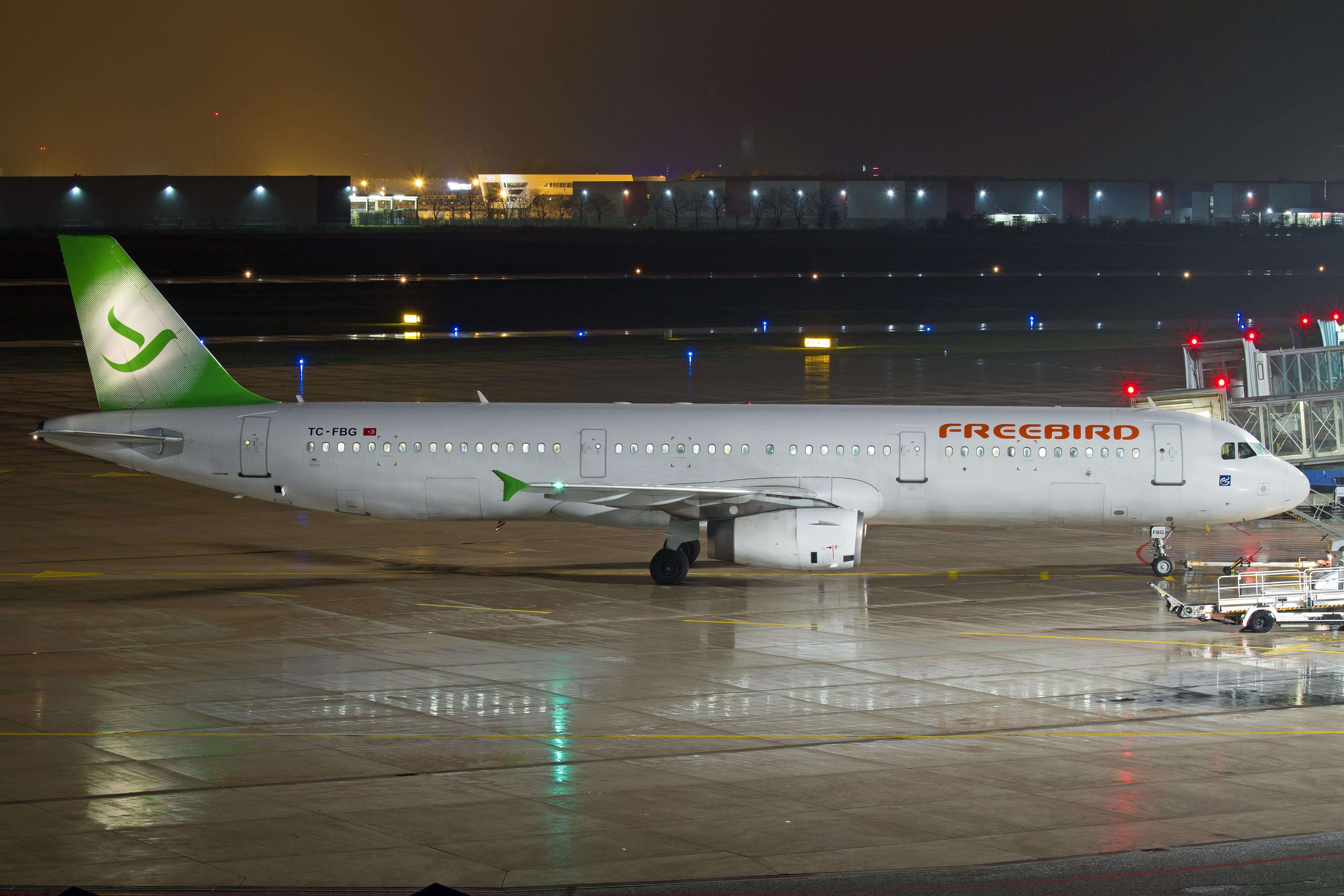
Un Airbus A321-200, ormai pensionato, nei colori originali

Nel corso degli anni, Freebird Airlines ha operato con i seguenti aeromobili: